# Souvenir de Pierre Vibert
'Souvenir de Pierre Vibert' est un cultivar de rosier mousseux obtenu en 1867 par Moreau-Robert. Il est toujours présent dans les catalogues d'amateurs de roses romantiques. Il rend hommage au rosiériste Jean-Pierre Vibert.

## Description

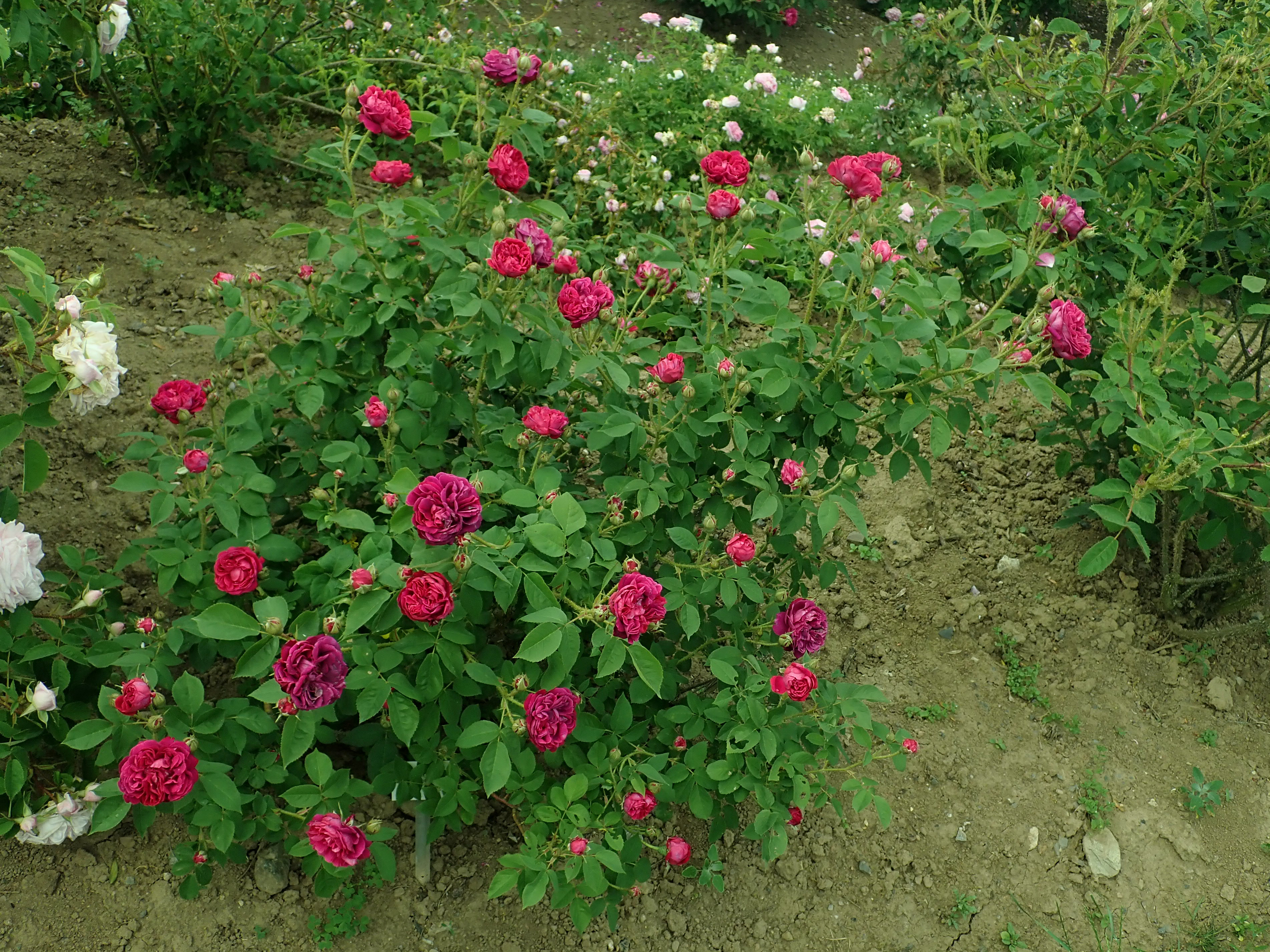
Buisson de 'Souvenir de Pierre de Vibert' à Sangerhausen.

Ce rosier mousseux ancien est plébiscité par les amateurs pour ses fleurs légèrement bombées (26-40 pétales) d'un rouge foncé virant sur le carmin et le violet. Leur calice et leurs pédoncules sont bien mousseux. Son buisson présente des rameaux souples au feuillage dense et s'élève à 100 cm en moyenne, parfois plus. Sa floraison généreuse a lieu à la fin du printemps, mais il peut y avoir une légère remontée en été si le climat est favorable. Il exhale un agréable parfum de rose centfeuilles. 
Il résiste à des températures de -15° à -20°. Il est vigoureux. 
Le public peut l'admirer notamment à l'Europa-Rosarium de Sangerhausen en Allemagne.